# روبن هولكومب
روبن هولكومب (بالإنجليزية: Robin Holcomb)‏ هي ملحنة ومغنية وعازفة بيانو ومغنية مؤلفة أمريكية، ولدت في 1954 في جورجيا في الولايات المتحدة.

## وصلات خارجية
- الموقع الرسمي
- روبن هولكومب على موقع ميوزك برينز (الإنجليزية)
- روبن هولكومب على موقع أول ميوزيك (الإنجليزية)
- روبن هولكومب على موقع ديسكوغز (الإنجليزية)